# Ilim-Ilimma I
Ilim-Ilimma I va ser rei d'Alep (abans regne de Iamkhad) i va regnar a la meitat del segle xvi aC, succeint el seu pare Abbael II.
El que se sap d'Ilim-Ilimma és per les inscripcions que es van trobar a l'estàtua del seu fill Idrimi. La seva esposa era una princesa del regne d'Emar i van tenir molts fills, entre ells Idrimi, el més jove. Ilim-Ilimma es va veure amenaçat per Barattarna, rei de Mitanni, que segurament va instigar una rebel·lió a Alep on Ilim-Ilimma va morir, potser l'any 1524 aC. La família reial va poder fugir al petit regne d'Emar. Mitanni va aprofitar per ocupar l'antic regne de Iamkhad, i Alep va quedar sota l'autoritat de Barattarna. Més tard, Idrimi va acceptar ser vassall de Mitanni i va recuperar el tron d'Alep.